# Чехословакия во Второй мировой войне

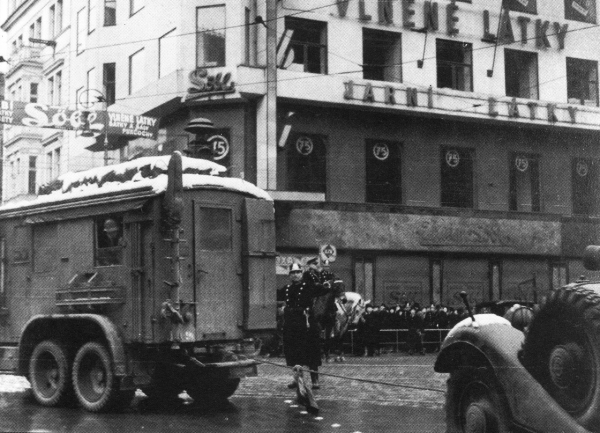
Колонна немецких войск в Чехословакии, 1939

Данная статья рассматривает аспекты участия государства Чехословакия во Второй мировой войне с начала немецкой оккупации Чехословакии в марте 1939 года и до завершения боевых действий в Европе в мае 1945 года.
К началу Второй мировой войны Чехословакии как единого государства уже не существовало, поскольку страна прекратила существование ещё в марте 1939 года после немецкой оккупации страны. На территории Богемии и Моравии был создан протекторат, а Словакия стала номинально независимым государством, по факту являющимся марионеточным режимом Третьего рейха. Территория Карпатской Украины находилась под контролем Венгрии. Бывший президент страны Эдвард Бенеш основал правительство в изгнании, располагавшееся в Лондоне. Единая Чехословакия была восстановлена в течение апреля-октября 1945 года (за исключением Карпатской Украины, переданной СССР и вошедшей в состав УССР в качестве Закарпатской области).

## Германско-польско-венгерское вторжение

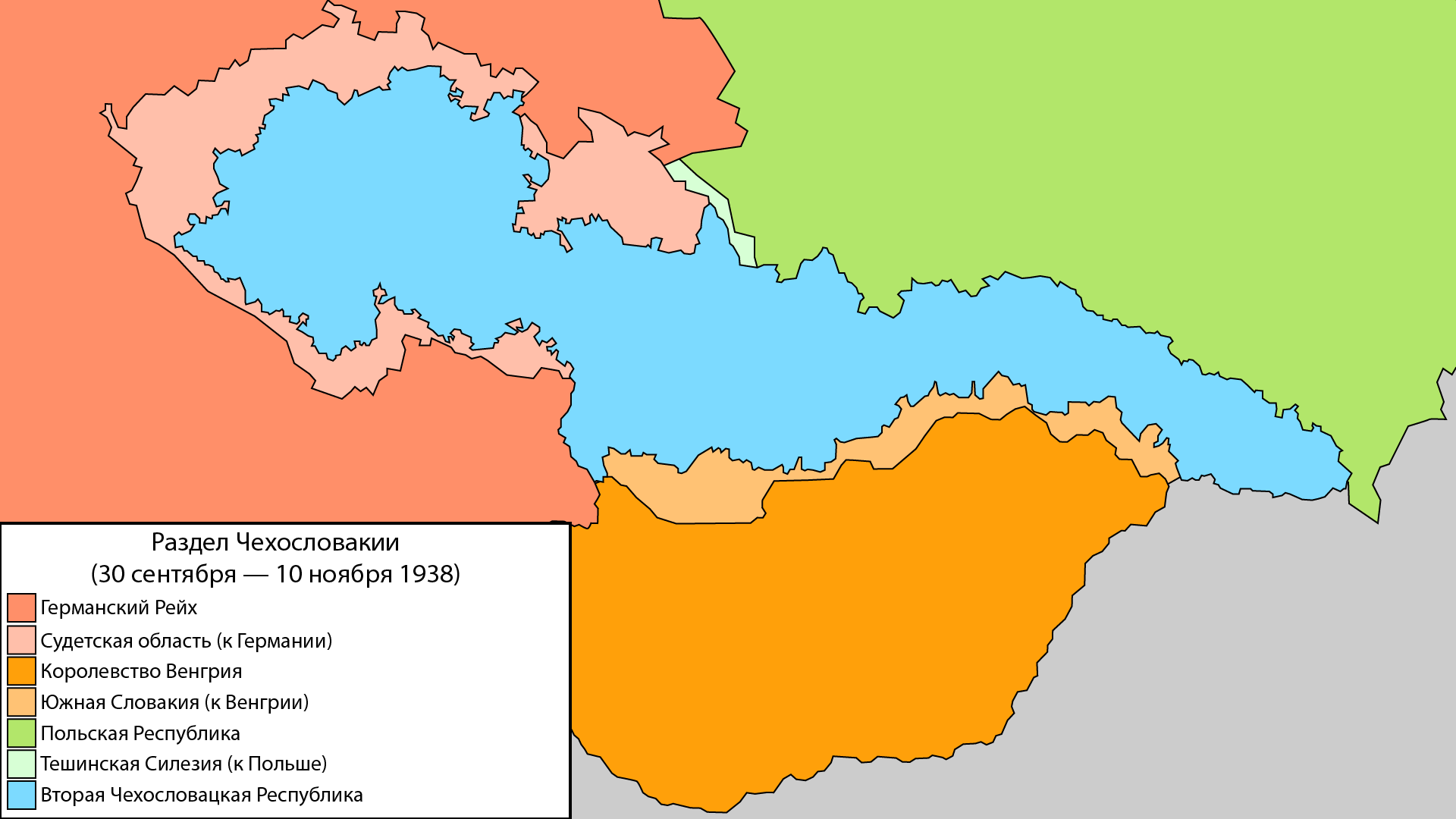
Карта раздела Чехословакии в течение осени 1938 года

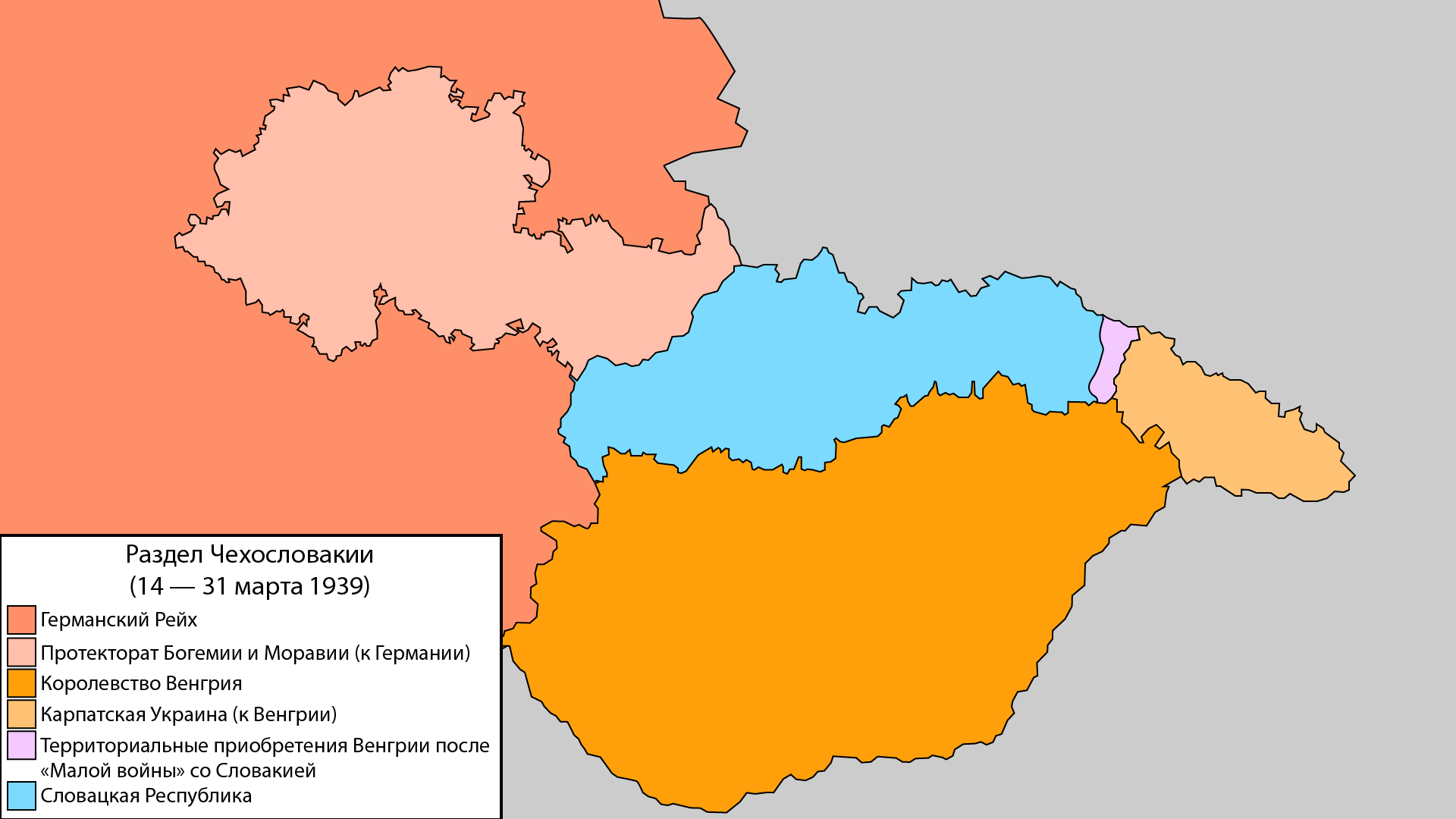
Карта раздела Чехословакии в течение марта 1939 года

Чехословакия возникла на территориях разделившейся после Первой мировой войны Австро-Венгрии, при этом Версальским договором она была освобождена от репараций, наложенных в основном на Германию и Австрию. Это позволило чехословакам опередить в промышленном развитии Германию.
Промышленность Чехословакии, в том числе и военная, была одной из самых развитых в Европе (так, заводы «Шкода» менее чем за год — с момента оккупации Германией до начала её войны с Польшей — произвели почти столько же военной продукции, сколько за это же время вся военная промышленность Великобритании). Армия Чехословакии была превосходно вооружена и опиралась на мощные укрепления в Судетской области. Однако именно Судеты были населены преимущественно немцами, которые в провозгласившей суверенитет Чехословакии, по выражению Эрнста Нольте, «укоренились во мнении, что они претерпели несправедливость со стороны чехов, а не стороны всеобщих исторических процессов» и старались отстоять «своё привилегированное положение», являясь по сути «остатками средневековой восточной германской колонизации».
Гитлер в феврале 1938 года обратился к депутатам Рейхстага с призывом «обратить внимание на ужасающие условия жизни немецких собратьев в Чехословакии».
После аншлюса в марте 1938 года активизируется Судето-немецкая партия во главе с Генлейном, которая пытается превратить муниципальные выборы 22 мая в путч с целью получения автономии. Одновременно вермахт выдвигается к чехословацкой границе.
Однако Чехословакия провела частичную мобилизацию и укрепила Судеты. Её поддержали СССР и Франция, во исполнение советско-французского договора от 2 мая 1935 года и советско-чехословацкого договора от 16 мая 1935 года. Однако на предложение Советского Союза провести международную конференцию и совещание военных представителей СССР, Франции и Чехословакии правительства Франции, Англии и ЧСР ответили отказом. Первая попытка захвата Судет сорвалась, и Гитлер инициировал переговоры между Генлейном и чехословацким правительством при посредничестве спецпредставителя Великобритании лорда Ренсимена.
21 мая польский посол в Париже Лукасевич заверил посла США во Франции Буллита, что Польша немедленно объявит войну СССР, если он попытается направить войска через её территорию на помощь Чехословакии.
27 мая в беседе с послом Польши министр иностранных дел Франции Жорж Бонне заявил, что «план Геринга о разделе Чехословакии между Германией и Венгрией с передачей Тешинской Силезии Польше не является тайной».
7 сентября 1938 года произошли вооружённые столкновения судетских немцев с полицией и войсками, 11 сентября Англия и Франция заявили, что в случае войны они поддержат Чехословакию, но если Германия не допустит войны, то она получит всё, что хочет.
13 сентября выступления немцев в Судетах становятся вооружённым мятежом, правительство Чехословакии объявляет в охваченных им районах военное положение и вводит войска, подавив сопротивление за два дня. Однако Германия шантажирует правительство Англии войной. 15 сентября 1938 года Чемберлен прибывает на встречу с Гитлером у города Берхтесгаден, в Баварских Альпах.
18 сентября на консультациях в Лондоне Англия и Франция решают отдать Германии территории Чехословакии, где проживает более 50 % немцев.
19 сентября президент Чехословакии Эдвард Бенеш через советского полпреда в Праге обращается к правительству СССР с вопросом, окажет ли оно помощь при военном конфликте, как то предусматривает взаимный договор, на что Политбюро ЦК ВКП(б) единогласно отвечает согласием. Советский Союз гарантировал помощь Чехословакии даже в том случае, если вопреки пакту Франция этого не сделает, а Польша и Румыния откажутся пропустить советские войска. Польша заявила, что не пропустит через свою территорию Красную армию и атакует её, если Советский Союз попытается направить войска через польскую территорию для помощи Чехословакии. Предложение СССР обсудить проблему в Лиге наций было блокировано Англией и Францией.
20—21 сентября английский и французский посланники в Чехословакии, потребовав от чехословацкого правительства выполнить условия Германии, также сообщили: «Если же чехи объединятся с русскими, война может принять характер крестового похода против большевиков. Тогда правительствам Англии и Франции будет очень трудно остаться в стороне». Эдвард Бенеш предложил послам изложить их требования в письменном виде, но днём ранее кабинет министров Милана Годжи принял решение о капитуляции.
21 сентября территориальные претензии Чехословакии в виде ультиматумов предъявили Польша и Венгрия, сосредоточив свои войска вдоль границы. Советские войска на западных границах СССР были приведены в боевую готовность, чтобы выступить на помощь Чехословакии.
22 сентября Чемберлен снова отправился к Гитлеру с предложением передать Судеты Германии, Гитлер потребовал сделать это до 28 сентября и удовлетворить претензии Польши и Венгрии. В тот же день заместитель наркома иностранных дел СССР Владимир Потёмкин подтвердил посланнику Чехословакии Зденеку Фирлингеру, что правительство СССР в случае нападения Германии на Чехословакию окажет помощь последней, не дожидаясь решения Совета Лиги наций, при условии, что сама Чехословакия будет сопротивляться.

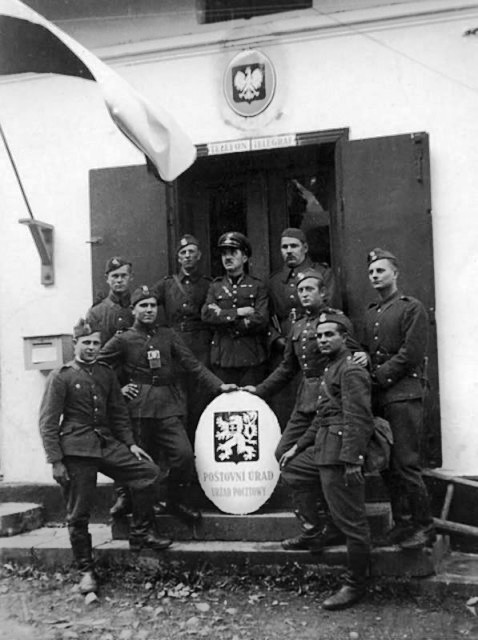
Польские солдаты в Тешинской области, 1938 год

23 сентября чехословацкое правительство объявило всеобщую мобилизацию. Советское правительство делает заявление правительству Польши о том, что любая попытка последней оккупировать часть Чехословакии аннулирует договор о ненападении.
29-30 сентября в Мюнхене прошли переговоры Великобритании, Франции, Германии и Италии о деталях соглашения, на которые представители Чехословакии не были допущены. В час ночи соглашение было подписано, после чего его дали подписать и чехословацкой делегации.
30 сентября между Великобританией и Германией была подписана декларация о взаимном ненападении; схожая декларация Германии и Франции была подписана чуть позже.
Аннексия Судетской области была осуществлена с 1 по 10 октября 1938 года. Польша организовала серию диверсионных актов в Тешинской области, объявила их началом народного восстания в Тешине за воссоединение с Польшей, направила Праге очередной ультиматум и одновременно с немецкими войсками ввела свою армию в Тешинскую область, предмет территориальных споров между ней и Чехословакией в 1918—1920 годах. Свою долю получила и Венгрия, присоединив к себе южные и восточные регионы Словакии, на 87 % населённые этническими венграми. Фактически не имея военного преимущества, Германия воспользовалась соглашательством Англии и Франции, потворствовавших Гитлеру, фактическим невмешательством в ситуацию со стороны СССР и аннексировала Судеты.
На Нюрнбергском процессе Кейтелю был задан вопрос: «Напала бы Германия на Чехословакию в 1938 году, если бы западные державы поддержали Прагу?».
Ответ гласил: «Конечно, нет. Мы не были достаточно сильны с военной точки зрения. Целью Мюнхена (то есть достижения соглашения в Мюнхене) было вытеснить Россию из Европы, выиграть время и завершить вооружение Германии».
Территория Чехословакии сократилась на 38 %, страна превратилась в узкое и длинное, легко уязвимое государство, впоследствии ставшее протекторатом Германии. Немецкие войска оказались в 30 км от Праги. Кроме того, 3 декабря 1938 года был заключён секретный договор с Чехословакией, согласно которому она не могла «держать укрепления и заграждения на границе с Германией». Участь оставшейся территории страны, таким образом, была предрешена.

## Оккупация

### Чешско-словацкие споры
Тем временем в Чехословакии назрел серьёзный конфликт между словацкими националистами и пражским правительством, что было использовано Гитлером как повод к аннексии «Остатка Чехии» (нем. Rest-Tschechei).
1-2 октября 1938 года чехословацкими подразделениями была организована попытка сопротивления оккупации в Ческом-Крумлове.
7 октября под давлением Германии чехословацкое правительство принимает решение о предоставлении автономии Словакии, а 8 октября — Подкарпатской Руси.
21 октября 1938 года Гитлер издаёт секретное указание о возможности в ближайшее время решить вопрос с «Остатками Чехии».
31 октября происходят ещё ряд боевых столкновений между чехословацкой армией и судетскими немцами у посёлка Моравска-Храстов.
2 ноября 1938 года Венгрия по решению Первого Венского арбитража получила южные (равнинные) районы Словакии и Подкарпатской Руси (современной Закарпатской области Украины) с городами Ужгород, Мукачево и Берегово.
Уже в начале 1939 года посланный в Прагу Гейдрих через своих агентов начал провоцировать население на антигерманские выступления. Правительство Чехословакии ясно понимало опасность и по улицам города пустило автомашины, снабжённые громкоговорящими установками. Дикторы призывали население к спокойствию.
14 марта 1939 года парламент автономии Словакии, созванный премьер-министром автономии Йозефом Тисо, принял решение о выходе Словакии из состава Чехословакии и об образовании Словацкой республики. Президентом нового государства был избран авторитарный союзник Гитлера Йозеф Тисо, а премьер-министром Войтех Тука.

### Аннексия

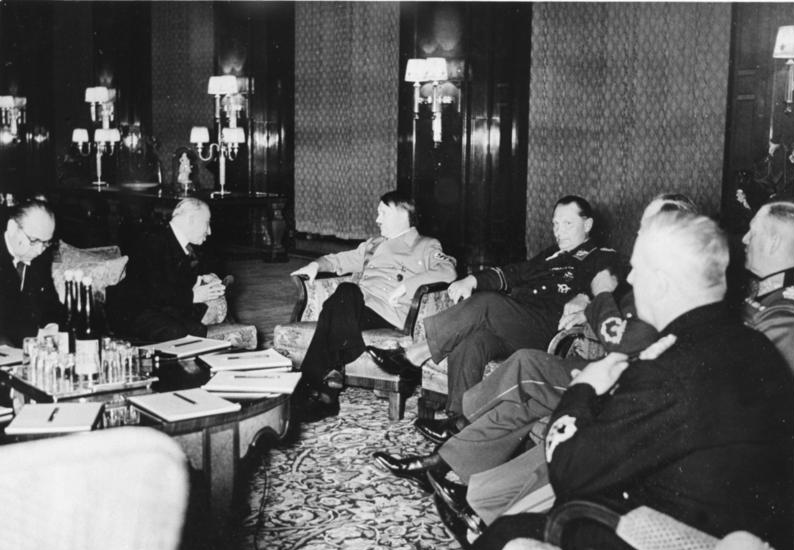
Переговоры А. Гитлера и Э. Гахи, март 1939 года

14 марта 1939 года Гитлер вызвал чехословацкого президента Эмиля Гаху в Берлин и предложил ему принять германский протекторат. Гаха согласился на это, и германская армия вошла в страну практически без какого-либо сопротивления. Одной из немногих попыток организованного вооружённого отпора стало сопротивление роты капитана Карела Павлика в городе Мистек. В тот же день в Закарпатье была провозглашена независимая Карпатская Украина, просуществовавшая один день. Основу её вооружённых сил составила Карпатская Сечь, находившаяся под контролем украинских националистов из ОУН. В ответ Венгрия при поддержке Польши начала военную интервенцию в Закарпатье, сопротивление оккупантам пыталась оказать Карпатская Сечь, но после нескольких дней упорных боёв Закарпатье было захвачено, значительная часть бойцов Сечи оказалась в венгерском плену, часть из них была расстреляна.

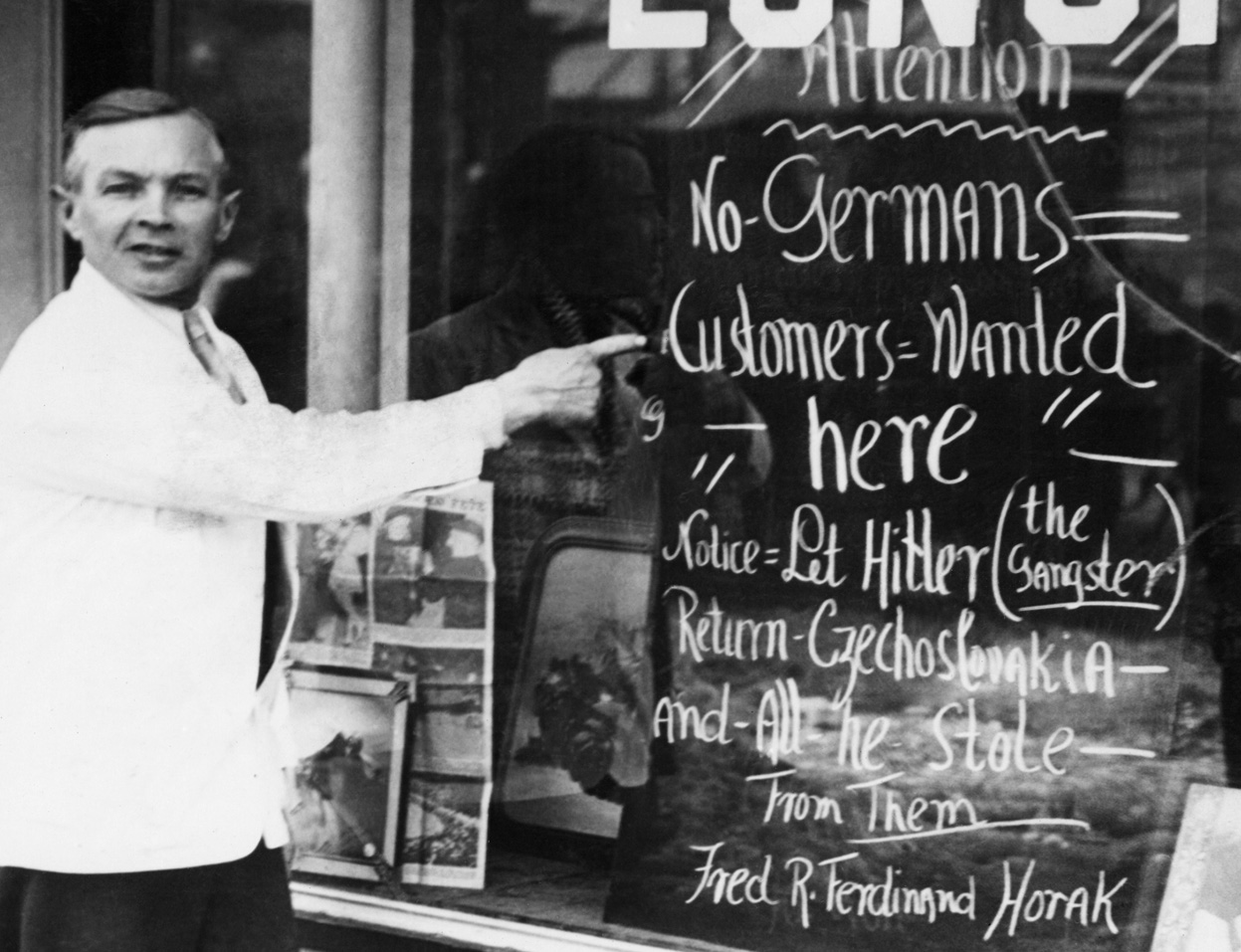
«Немцы не обслуживаются, пока Гитлер не вернёт Чехословакию и всё, что он у неё отобрал!» — плакат, помещённый в окне одного ресторана в США хозяином-чехом в марте 1939 года.

15 марта 1939 года личным указом Гитлера Богемия и Моравия были объявлены протекторатом Германии. Главой исполнительной власти протектората был назначаемый фюрером рейхспротектор (нем. Reichsprotektor). Первым рейхспротектором 21 марта 1939 года был назначен Константин фон Нейрат. Существовал также формальный пост президента протектората, который всё его существование занимал Эмиль Гаха. Личный состав отделов, аналогичных министерствам, был укомплектован должностными лицами из Германии. Евреи были изгнаны с государственной службы. Политические партии были запрещены, многие руководители Коммунистической партии Чехословакии уехали в Советский Союз.
В эмиграции в Лондоне с началом Второй мировой войны Эдвард Бенеш, второй президент Чехословакии, создал правительство Чехословакии в изгнании, которое пользовалось поддержкой антигитлеровской коалиции (с 1941 года к ней присоединились США и СССР).
В марте 1939 года более 2 тыс. золотых слитков стоимостью 5,6 млн фунтов стерлингов, находившихся в Лондоне, было передано со счёта Национального банка Чехословакии на счёт в Банке международных расчётов (Bank for International Settlements), управляемый от имени Рейхсбанка.
Быстрая и успешная аннексия относительно небольшой, но стратегически важной и экономически значительной Чехословакии с её многочисленным (23,5 %) немецким населением создала впечатление лёгкой победы и побудила Адольфа Гитлера продолжать наступление на страны Центральной Европы.

### Новый порядок
Население Чехии и Моравии было мобилизовано в качестве рабочей силы, которая должна была работать на победу Германии. Для управления промышленностью были организованы специальные управления. Чехи были обязаны работать на угольных шахтах, в металлургии и на производстве вооружений; часть молодёжи была отправлена в Германию. Тем не менее, как отмечает немецкий исследователь Детлеф Брандес, добыча железной руды осталась на довоенном уровне, работы по вскрытию и подготовке месторождений были заброшены, машины перегружены; к 1944 году производственные мощности увеличились только на 18 %.
В первые месяцы оккупации германское правление было относительно умеренным. Действия гестапо были направлены преимущественно против чешских политиков и интеллигенции. Тем не менее, по первоначальному замыслу нацистов, чехов следовало ассимилировать.
Осенью 1941 года Рейх предпринял ряд радикальных шагов в протекторате. Заместителем рейхспротектора Богемии и Моравии был назначен начальник Главного управления имперской безопасности Рейнхард Гейдрих. Премьер-министр Алоис Элиаш был арестован, а затем расстрелян, чешское правительство реорганизовано, все чешские культурные учреждения были закрыты.
В целом, к концу 1941 года на принудительные работы в Германию было вывезено 200 тыс. жителей «протектората Богемии и Моравии» и 100 тыс. жителей Словакии; было отменено довоенное трудовое законодательство, а длительность трудового дня — повышена до 10—12 часов; на крестьян были возложены обязанности по поставкам сельхозпродукции. Вывоз сырья, промышленных и продовольственных товаров в Германию привёл к росту цен.
Была организована высылка евреев в концлагеря, в городке Терезин было организовано гетто. В июне 1942 года, после смерти Гейдриха, его преемником был назначен генерал-полковник полиции, оберстгруппенфюрер СС Курт Далюге.
В 1943 году ещё около 350 000 чешских рабочих были депортированы в Германию. При этом по приказу Гитлера в октябре 1943 года немецкие власти отказались от любого применения чешских чиновников на государственной службе. В пределах протектората вся невоенная промышленность была запрещена. Большинство чехов подчинились (как отмечалось в германских документах, «из оппозиции к своему правительству, а не от дружественности к немцам») и лишь в последние месяцы войны активизировали движение Сопротивления.
14 февраля 1945 года 60 самолётов ВВС Армии США B-17 Flying Fortress сбросили на самые густонаселённые районы Праги 152 бомбы. Было разрушено более сотни уникальных исторических зданий, десятки важных инженерных и промышленных объектов, погибли 701 и были ранены 1184 человек.

## Движение Сопротивления
Стихийное сопротивление граждан Чехословакии немецкой оккупации и создание первых подпольных организаций на территории Чехословакии и за её пределами началось вскоре после немецкой оккупации Чехословакии. Так, 28 октября 1939 года, в 21-ю годовщину провозглашения независимости Чехословакии в 1918 году, в Праге, Брно, Остраве, Кладно состоялись выступления против оккупации, которые были подавлены. Немецкие войска открыли огонь по демонстрантам. 15 ноября 1939 года умер раненный 28 октября студент-медик Ян Оплетал, его смерть вызвала студенческие демонстрации. В ответ оккупационные власти начали массовые аресты: были арестованы политики, общественные деятели, 1800 студентов и преподавателей. 17 ноября все университеты и колледжи в протекторате были закрыты, девять студенческих лидеров казнены, сотни людей были отправлены в концлагеря.
Представители различных организаций и объединений чехословацких эмигрантов в своей деятельности ориентировались на различные государства и политические силы:
- генерал Лев Прхала ориентировался на Польшу[20];
- посол Чехословакии в Париже Штефан Осусский рассматривал в качестве союзника Францию[20];
- Эдвард Бенеш ориентировался на Великобританию.

### Антифашистское сопротивление в Чехословакии

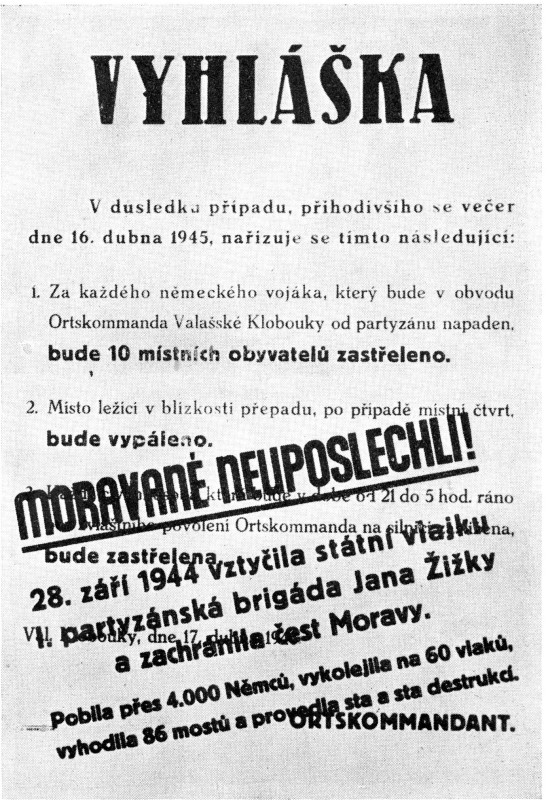
Распоряжение оккупационных властей с ответом партизан Чехословакии.

Антифашистское сопротивление в Чехословакии принимало различные формы, распространение получили формы пассивного сопротивления (бойкот, неисполнение распоряжений оккупационной администрации), а также забастовки, антифашистская пропаганда и саботаж (в частности, выпуск некондиционной военной продукции). Так, только в течение 1939 года на территории Чехословакии прошли 25 забастовок на 31 промышленном предприятии. 20 июля 1941 года в ходе боёв за город Тюри (Эстонская ССР) было замечено, что многие мины, выпущенные немецкими войсками, не взрываются. При их изучении было установлено, что вместо взрывчатки мины были заполнены песком; в одной из мин имелась записка «Помогаем, чем можем», написанная чехословацкими рабочими.
В ноябре 1939 года в результате серии арестов немецкие спецслужбы разгромили «Политический центр» (Politické ústředí) — подпольную организацию, объединявшую сторонников Эдварда Бенеша.
В начале 1940 года была создана подпольная антифашистская организация ÚVOD (Ústřední výbor odboje domácího).
В феврале 1940 года для рассмотрения политических дел были созданы особые «чрезвычайные суды».
В октябре 1940 года имели место протестные выступления горняков в Гандловой.
29 июня 1941 года руководство Коммунистической партии Чехословакии призвало население страны усилить борьбу против немецких оккупантов.
- усилилась организационная и пропагандистская работа[24];
- летом-осенью 1941 года были организованы большая забастовка на Вальтеровском авиационном заводе, а также забастовки на заводах Ринггофена, Колбен-Данека, «Шкода», Находской текстильной фабрике, мотозаводе в Градце-Кралове, шахтах в Святоневицах, Нучицах, Раховнике, на Кладненских шахтах, на строительстве в Витковицах[24];
- в сентябре 1941 года был создан Центральный национально-революционный комитет Чехословакии, в состав которого вошли коммунисты, социал-демократы, беспартийные профсоюзные и общественно-политические деятели. Началось создание национально-революционных комитетов — подпольных организаций, координирующих деятельность антифашистских групп[25].
- в сентябре 1942 года подпольные группы Компартии Чехословакии начали создание первых партизанских отрядов в районах городов Горовиче, Добжищ, Пршибрам и Рожмиталь[24].
- с весны 1944 года коммунисты Чехословакии начали подготовку к национальному восстанию[24]

В целом в феврале 1942 года немецкие оккупационные власти зарегистрировали 19 актов саботажа и диверсий, в марте 1942 года — 32; в апреле 1942 года — 34; в мае 1942 года — 51.

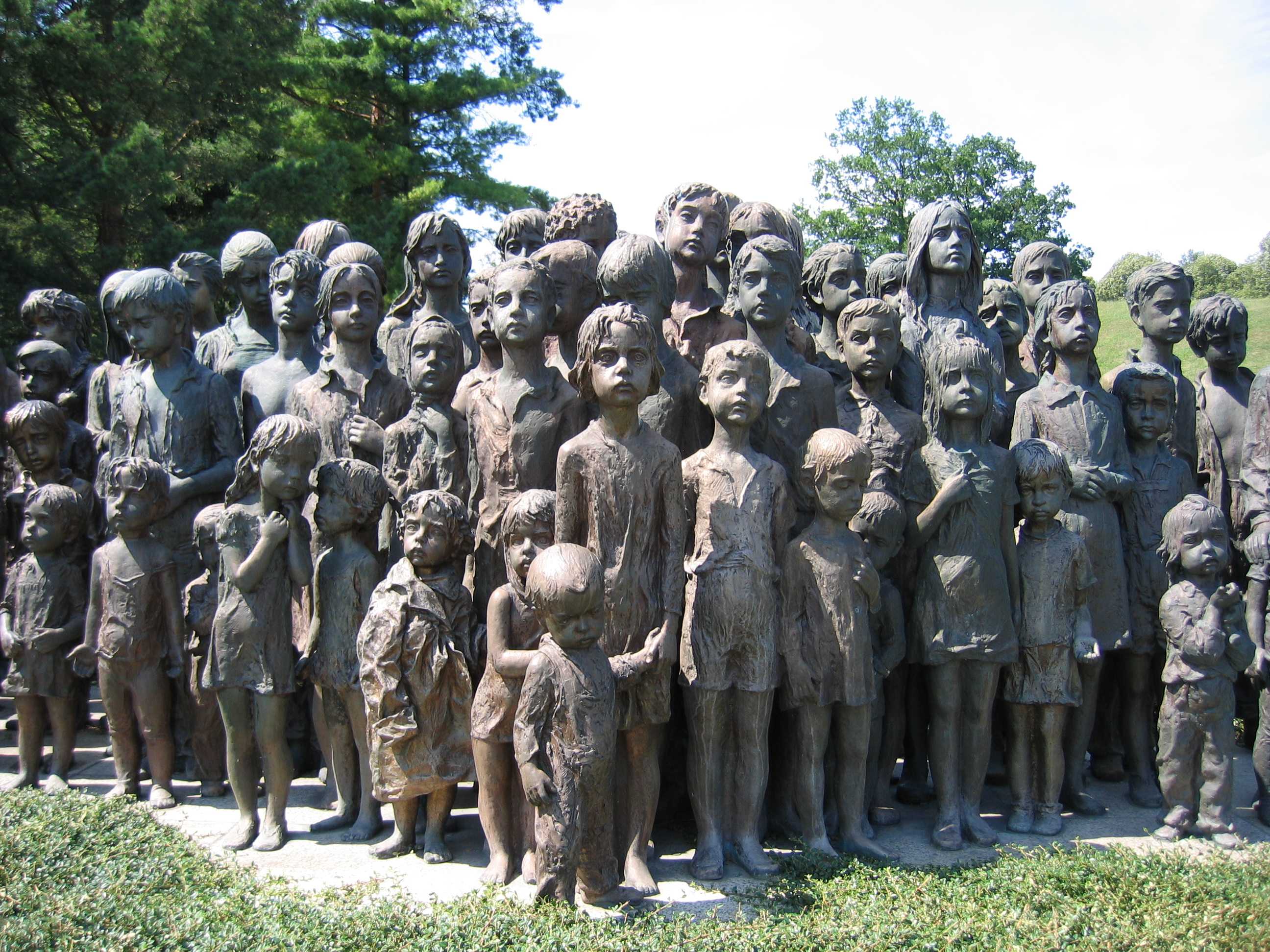
Памятник 82 убитым детям в Лидице

27 мая 1942 года состоялось покушение на Рейнхарда Гейдриха, в результате которого он был смертельно ранен и скончался 4 июня 1942 года. Его смерть вызвала массовые репрессии — были проведены облавы, аресты и казни, полностью уничтожены посёлки Лидице и Лежаки.
Летом 1942 года в Праге подпольщики подожгли завод «Чешско-Моравско-Колбен-Данск».
В сентябре 1942 года на реке Лабе подпольщики затопили баржи с грузами для немецкой армии.
В октябре 1942 года на железной дороге Прага — Бенешов был пущен под откос эшелон, в результате были разбиты 27 платформ с танками.
Летом 1943 года состоялись забастовки рабочих заводов «Шкода», а также текстильщиков Жилины и Ружомберока.
В декабре 1943 года руководство коммунистической партии Чехословакии и ряда буржуазных подпольных организаций заключили соглашение о совместной деятельности, в результате был создан Словацкий национальный совет.
В середине марта 1944 года руководство коммунистической партии Чехословакии и несколько антифашистских организаций в словацкой армии заключили соглашение о координации деятельности.

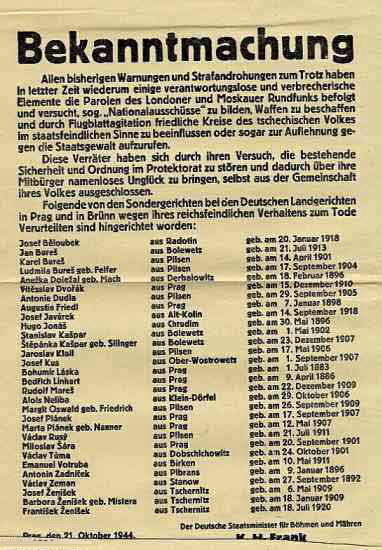
Объявление оккупационных властей — перечень фамилий казненных (21 октября 1944 года)

В августе 1944 года началось Словацкое национальное восстание. 20 сентября 1944 года, прорвав оборону в районе Лупковского перевала, советские войска вышли к довоенной границе Чехословакии. В это же время на занятой немцами территории активизировалась партизанская и диверсионная деятельность.
- в конце апреля 1945 года во время эвакуации диверсионной школы абвера «Мельдекопф „Вальдбуш“» из района города Траутенау в село Кляйне Изель чехословацкие партизаны разоружили в селе Кляйне Изель группу курсантов абвера[30].
- 3 мая 1945 года партизаны при поддержке местного населения начали восстания в городах Семилы, Железны Брод, Нова Пака и в ряде сёл северо-восточнее Праги. В этот же день в Упице начали забастовку шахтёры и рабочие текстильных фабрик, партизаны из бригады имени Яна Жижки заняли город Визовице и окружающие его сёла, а восставшие местные жители освободили город Всетин. В течение 3-4 мая восстание распространялось, охватывая прифронтовые районы, территории Южной и Средней Чехии. В эти дни в западной части Чехии партизанская бригада «Смерть фашизму!» при поддержке со стороны рабочих отрядов освободила города Пршибрам, Бероун и ряд окрестных сёл. 4 мая 1945 года началось восстание рабочих завода «Шкода» в городе Пльзень, к середине дня город был очищен от оккупантов[31].
- 5 мая 1945 года началось восстание в Праге.
- чехословацкие партизаны захватили и передали Красной Армии начальника штаба Вооружённых Сил КОНР генерала Фёдора Трухина и документы штаба РОА, схватили и казнили генералов ВС КОНР Владимира Баерского и Михаила Шаповалова[32].
- в начале мая 1945 года отряд чехословацких и советских партизан разгромил карательный отряд СС в районе деревни Дедово на Чешско-Моравской возвышенности, захватив стрелковое оружие и исправный бронетранспортёр (получивший название «бронетранспортёр № 1»). После этого группа советских и чехословацких партизан под командованием ст. лейтенанта РККА Павла Морякова на трофейном бронетранспортёре в районе города Крусценбург (к северо-западу от деревни Крижево) атаковала с фланга отступавшую немецкую часть из армейской группы Фердинанда Шернера, вызвав среди немцев панику. В дальнейшем партизаны установили контроль над участком шоссе между городами Хрудим и Здирец, осложнив положение отступавших немецких частей[33].

### Чехословацкие воинские части в составе армий западных союзников
30 апреля 1939 года на территории Польши была создана Чехословацкая иностранная группировка, куда вошли около 100 военнослужащих. Начиная с мая 1939 года, 1212 чехословацких военнослужащих, в том числе 477 лётчиков, из Польши были переправлены во Францию. Из оставшихся в Польше в составе польской армии после начала польско-немецкой войны 3 сентября 1939 года были созданы Чехословацкий легион (800 человек), а также Чехословацкая разведывательная эскадрилья (93 человека). 18 сентября 1939 года после вторжения в Польшу с востока Красной армии часть чехословацких легионеров попали в советский плен у села Раковец под Тернополем и были интернированы, а позже приняли участие в формировании воинских частей на территории СССР. Другая часть (около 250 человек, включая генерал-лейтенанта Льва Прхалу) сумела бежать в Румынию и различными путями добраться до Франции и французских владений на Ближнем Востоке.
Воинские подразделения (получившие общее наименование Obrana národa) были также созданы в составе английской и французской армий.
2 октября 1939 года эмигрантское правительство Бенеша заключило договор с правительством Франции, в соответствии с которым было предусмотрено создание чешских подразделений на территории Франции. 15 января 1940 года началось формирование 1-й Чехословацкой дивизии из чехов и словаков, проживавших во Франции, а также из прибывших туда в 1939 года из Польши военнослужащих бывшей чехословацкой армии. В дивизию входили 2 пехотных полка (3-й полк остался недоукоплектованным), артиллерийский полк, саперный батальон, противотанковая батарея, батальон связи. Командиром дивизии стал генерал Рудольф Виест. Во время битвы за Францию дивизия участвовала в боях на Марне (13–17 июня 1940 года) и Луаре (16 – 17 июня 1940 года), но после капитуляции Франции 22 июня 1940 года дивизия получила приказ о разоружении. Около 3000 бойцов дивизии и ещё 2000 служащих иных чехословацких подразделений сумели переправиться из Франции в Великобританию.
После капитуляции Франции чехословацкие военные (206 человек), находившиеся в подмандатном французском Ливане 29 июня 1940 года перебрались в подмандатную британскую Палестину. Из них 28 октября 1940 года в Палестине в составе Британской армии началось формирование 11-го чехословацкого батальона, которым командовал подполковник Карел Клапалек. В июне — начале июля 1941 года 11-й батальон принял участие в Сирийско-Ливанской операции, а в октябре 1941 года был переведен в Северную Африку, где принял участие в Осада Тобрукаобороне Тобрука. 21 мая 1942 года началось его переформирование в 200-й легкий зенитный полк, который с января 1943 года принимал участие в противовоздушной обороне североафриканского побережья. 

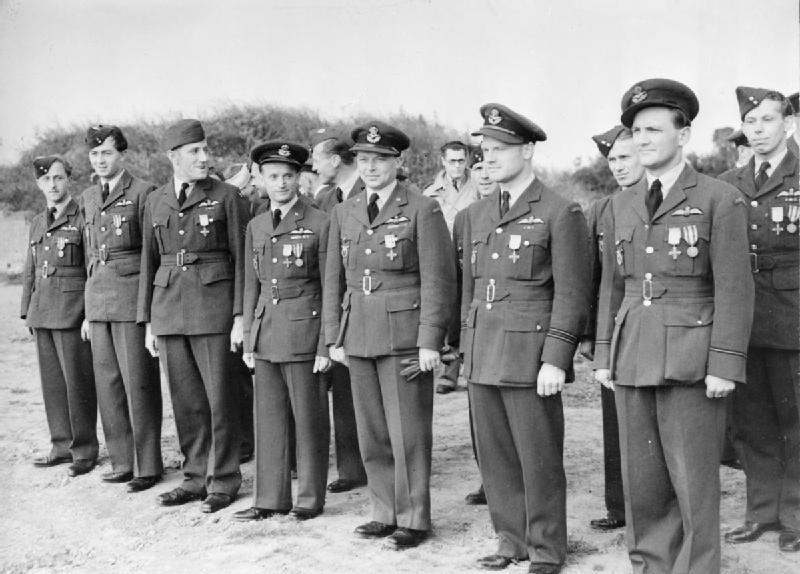
Летчики 312-й чехословацкой эскадрильи ВВС Великобритании

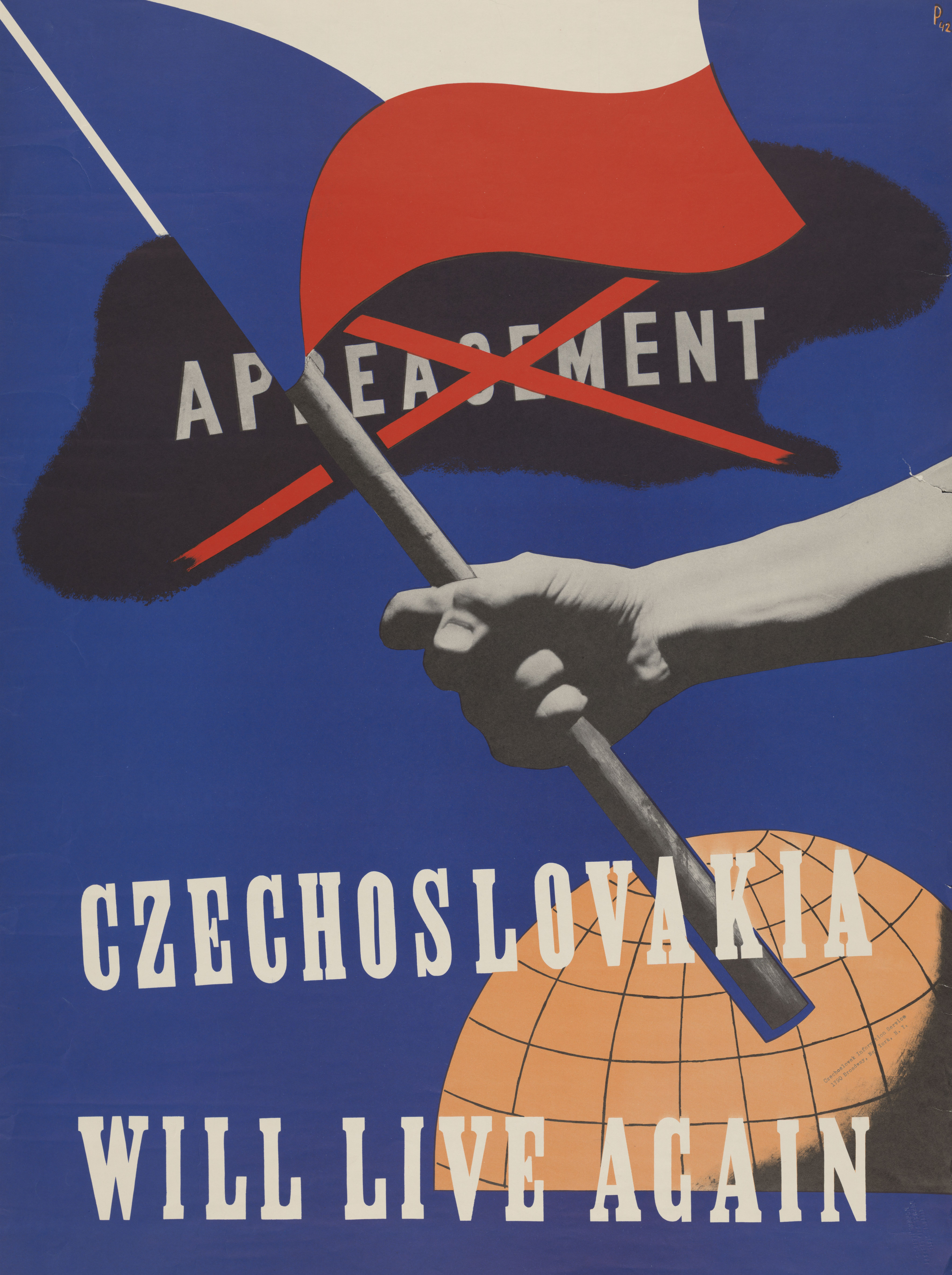
«Чехословакия возродится!», плакат США 1942 года (зачёркнуто слово «Умиротворение»)

25 октября 1940 года в Великобритании началось формирование 1-й Чехословацкой смешанной бригады, которая до 1944 года занималась береговой охраной отдельных участков южного побережья Англии, а затем была реорганизована в 1-ю Чехословацкую бронетанковую бригаду, которая 30 августа 1944 года высадилась в Нормандии. До начала октября бригада находилась в резерве, а затем вплоть до конца войны участвовала в осаде Дюнкерка.
В составе ВВС Великобритании воевали четыре чехословацких эскадрильи: 310-я, 311-я, 312-я и 313-я.
В 1941 году в Каире был создан II региональный штаб SOE, в составе которого был создан отдел, отвечавший за деятельность британских спецслужб на территории Чехословакии. Позднее британскими спецслужбами были подготовлены и сброшены на оккупированную территорию Чехословакии несколько разведывательных, диверсионных и организаторских групп:
- 16 апреля 1941 года был сброшен разведчик, имевший задание собрать информацию о положении в оккупированной Чехословакии и установить связи с активистами антифашистского сопротивления (Operation Benjamin). Он был по ошибке сброшен в 460 км от предполагаемого места выброски, в районе австро-итальянской границы в Альпах, арестован и провёл 2 месяца в заключении за незаконное пересечение границы. После освобождения он не сумел установить связь с подпольем.
- В ночь с 3 на 4 октября 1941 года в районе города Часлав был сброшен связной с радиопередатчиком, имевший задание установить связь с антифашистским сопротивлением (Operation Percentage). Он сумел установить контакт с подпольем, но вскоре был выявлен и арестован.
- 29 декабря 1941 года в окрестностях Праги была сброшена группа из трёх парашютистов (Operation «Anthropoid»).
- 29 декабря 1941 года в районе города Подебрады была сброшена группа из трёх парашютистов (Operation Silver A).
- 29 декабря 1941 года была сброшена группа из двух парашютистов (Operation Silver B).
- В ночь на 27 марта 1942 года была сброшена ещё одна группа из 3 парашютистов с радиостанцией (Operation Zinc).
- 28 марта 1942 года в Моравии была сброшена первая диверсионная группа из трёх парашютистов (Operation Out Distance).
- В ночь с 27 на 28 апреля 1942 года была сброшена диверсионная группа из трёх парашютистов (Operation Bioscop).
- В ночь с 27 на 28 апреля 1942 года был сброшен связной с радиопередатчиком (Operation Steel).
- В ночь с 29 на 30 апреля 1942 года была сброшена группа из двух парашютистов, имевших задание убить министра образования и пропаганды протектората Чехии и Моравии (Operation Tin).

### Чехословацкие воинские части в СССР (1942—1945)
18 июля 1941 года между СССР и правительством Бенеша было подписано соглашение о восстановлении дипломатических отношений и взаимопомощи в борьбе с Германией, которое предусматривало создание чехословацких воинских частей на территории СССР. 27 сентября 1941 года было подписано советско-чехословацкое военное соглашение.
5 января 1942 года в Бузулуке началось формирование из чехословаков первой воинской части — ей стал 1-й чехословацкий отдельный пехотный батальон. После завершения комплектования и подготовки личного состава, 30 января 1943 года батальон был направлен на фронт. Таким образом, чехословацкий батальон стал первым иностранным военным формированием, вступившим в бой на стороне СССР на Восточном фронте.
5 мая 1943 года на основе батальона была создана 1-я отдельная чехословацкая пехотная бригада.
В октябре 1943 года в Иваново началось формирование 1-й отдельной чехословацкой истребительной авиаэскадрильи.
30 декабря 1943 года в районе города Ефремов началось формирование 2-й чехословацкой парашютно-десантной бригады.
В апреле 1944 года в Ровно был создан 1-й Чехословацкий армейский корпус.
В июне 1944 года был создан 1-й отдельный чехословацкий истребительный авиаполк (32 самолёта).
В конце июля 1944 года была создана 1-я отдельная чехословацкая танковая бригада (65 танков, три танковых и один мотопехотный батальон).
После начала Словацкого национального восстания 30 августа 1944 года на сторону советских войск совершили перелёт заместитель командующего Восточно-словацкой армии, полковник Генерального штаба Словакии Вильям Тальский и майор военно-воздушных сил Словакии Тринка с группой офицеров и военнослужащих словацкой армии. Вместе с ними в расположении советских войск приземлилась авиагруппа из 27 самолётов военно-воздушных сил Словакии (6 «Фокке-Вульф-189», 3 «Мессершмитт-109Б» и 18 транспортных самолётов).
В декабре 1944 года была создана отдельная смешанная чехословацкая авиадивизия (два истребительных и один штурмовой авиаполк, всего 99 самолётов и 114 пилотов).
СССР оказал значительную помощь в создании и обеспечении деятельности чехословацких воинских частей. В общей сложности, только в течение 1944 года СССР передал им 9187 винтовок и карабинов, 5065 пистолет-пулемётов, 520 ручных, станковых и зенитных пулемётов, 258 противотанковых ружей, 410 орудий и миномётов, 35 танков и САУ, 28 бронетранспортёров и бронемашин, 25 самолётов (не считая учебного оружия и трофейного вооружения); кроме того, только в течение 1944 года в десяти советских военно-учебных заведениях было подготовлено 425 чехословацких военнослужащих.
С момента формирования до окончания войны в боевых действиях против гитлеровской Германии и стран-сателлитов Третьего Рейха части 1-го Чехословацкого корпуса вывели из строя 30 225 военнослужащих противника, уничтожили 156 танков, 38 самолётов, 221 орудие, 274 автомашины и некоторое количество иной техники, захватили значительное количество оружия, снаряжения и военного имущества. Потери 1-го Чехословацкого корпуса составили свыше 11 тыс. военнослужащих погибшими.
15 мая 1945 года все чехословацкие части были объединены в 1-ю чехословацкую армию.

### Участие граждан Чехословакии в советском партизанском движении (1941—1944)
Граждане Чехословакии принимали активное участие в советском партизанском движении на оккупированной территории СССР. Только в 1942—1943 годы к советским партизанам перешли 800 словацких солдат, всего с начала войны против СССР до конца 1943 года на сторону советских войск и советских партизан перешли около 4000 военнослужащих-чехословаков.
В советском партизанском движении на территории УССР принимали участие 400 чехов и словаков.
- В ноябре 1942 года на станции Белокоровичи (Житомирская область УССР) в партизанский отряд Степана Маликова перешли с оружием 7 солдат-словаков, имевшие при себе 2 пулемёта и 5 винтовок[46].
- В Одессе антифашистскую группу создал сержант М. Кончита[47]. В общей сложности, в течение 1943 года к одесским партизанам перешло 45 военнослужащих-чехословаков[48].
- В Здолбунове с подпольщиками сотрудничали два чехословака: военный оператор дежурного по железнодорожной станции Йозеф Маерник и работник гебитскомиссариата Секач[49].

Кроме того, граждане Чехословакии принимали участие в советском партизанском движении на территории других республик СССР:
- 3 ноября 1942 года чехословацкие антифашисты — военнослужащие 2-й словацкой пехотной дивизии помогли взорвать мост через реку Случь на железной дороге Брест — Лунинец — Гомель партизанам Минского соединения Василия Козлова; они передали им схему немецких укреплений, во время атаки партизан открыли огонь по железнодорожной станции Птичь (блокировав находившийся там немецко-полицейский гарнизон), а затем с оружием перешли к партизанам[50].
- В течение 1943 года в Минске подпольщица Г. Д. Сосина организовала переход на сторону партизан шести солдат-словаков[46].
- 15 мая 1943 года в районе деревни Ремезы (БССР) на сторону советских партизан перешёл начальник штаба 101-го пехотного полка капитан Ян Налепка с группой офицеров и солдат полка. 18 мая 1943 года в партизанском соединении Александра Сабурова был создан партизанский отряд из чехов и словаков[51]. 8 июня 1943 года, в результате агитации Яна Налепки, к ним присоединился словацкий солдат Мартин Корбеля, который приехал на танке — так партизаны получили исправный пушечный танк с двумя пулемётами и боекомплектом[52].
- В конце 1943 года в Крыму на сторону советских партизан перешла группа солдат-чехословаков, которой командовал И. Белко[53].
- В Краснодаре подпольщики Н. И. Ефимов, А. И. Дергачёва, Т. Рыбка с помощью офицера-антифашиста 1-й словацкой моторизованной дивизии Карла Шустера установили связь с солдатами дивизии, в результате боеспособность дивизии снизилась: несколько военнослужащих дезертировали и были спрятаны от преследования немецких военных властей, а другие военнослужащие отказались участвовать в боевых действиях. После начала наступления советских войск на Северном Кавказе немцы изъяли из дивизии артиллерию и автотранспорт, а несколько ненадёжных подразделений были полностью разоружены и под предлогом переформирования отправлены в тыл[54].
- В Ростове антифашистскую группу создал офицер Я. Гайдашик, он установил связь с местными подпольщиками, а во время освобождения города советскими войсками перешёл на их сторону вместе с подчинёнными[47].

### Действия советских партизан на территории Чехословакии

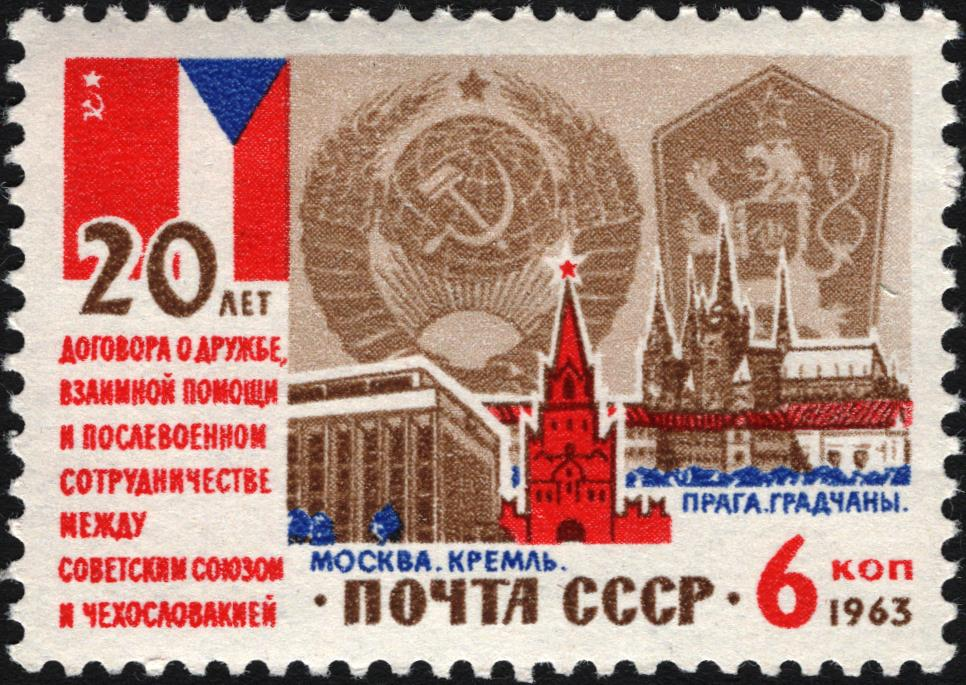
20-летие подписания Договора. Государственный гербы и флаги СССР и ЧССР. Москва, Кремль; Прага, Градчаны. Почтовая марка СССР 1963 года

12 декабря 1943 года в Москве был подписан договор о дружбе, взаимной помощи и послевоенном сотрудничестве между СССР и Чехословакией, в соответствии с которым был начат переход ряда советских партизанских отрядов на территорию Чехословакии.
17 июня 1944 года было принято постановление Политбюро ЦК КП(б)У «Об оказании помощи чехословацкой компартии в организации партизанского движения на территории Чехословакии», в соответствии с которым Украинский штаб партизанского движения начал обучение чехословацких курсантов и подготовку советско-чехословацких партизанских организаторских групп для деятельности на территории Чехословакии. Первые группы были переброшены на территорию Чехословакии летом 1944 года. Всего в период с августа 1944 года по апрель 1945 года по просьбе КПЧ из СССР на территорию Чехии и Моравии было переброшено 37 партизанских организаторских групп.
В феврале 1944 года на севере Чехии был организован советский партизанский отряд «Константин», который возглавил уроженец Воронежской области Константин Иванович Жуковский. Жуковский до того, как возглавить отряд, был заключенным концлагеря, однако ему удалось вместе с группой других заключенных обезоружить охрану, покинуть концлагерь и скрыться в лесу. Имел контакт с рабочими заводов. Отряд проводил диверсии в Судетской области и в городе Яблонец. В январе 1945 года в отряде было 300 человек, заместителями командира отряда были советские офицеры и сержанты. В 1945 году отряд встретил диверсионную группу из ставки полковника Хана. После встречи совместно руководили подрывной деятельностью. В апреле 1945 года отряд «Константин» насчитывал 3000 бойцов из которых было 6 женщин. 9 мая 1945 года произошло слияние с 31-й армией 1-го Украинского фронта. С 24 мая по 30 мая партизанский отряд и снаряжение было передано в Армию в п/п 36595. Сам Жуковский был направлен на излечение в Прагу на 2,5 месяца, где подготовил отчёт о проделанной работе правительству Чехии и в ЦА Москвы НКО СССР. За участие восстановления Чехословакии от оккупации Германии в годы войны Жуковскому подарили автомобиль «Шкода-Рапид» от генерала Вочека. Пропуск на выезд в СССР подписан командиром 88-й стрелковой дивизии.
В декабре 1944 года в Косцелинской долине начала действовать советско-польско-словацкая партизанская бригада им. Щорса (командир В. С. Мацнев; бригада включала в себя советские партизанские отряды им. Щорса, «Взрыв» и «Сокол», а также словацкий партизанский отряд «Липтовский»). Получив информацию, что немцы начали минирование города Закопане, бригада совершила переход к городу. Вечером 29 января 1945 года бойцы разведывательно-штурмовой группы в гражданской одежде проникли в город и атаковали комендатуру, одновременно основные силы бригады атаковали окраины города. В результате немецкий гарнизон был разгромлен, а город разминирован.

## Завершение освобождения Чехословакии

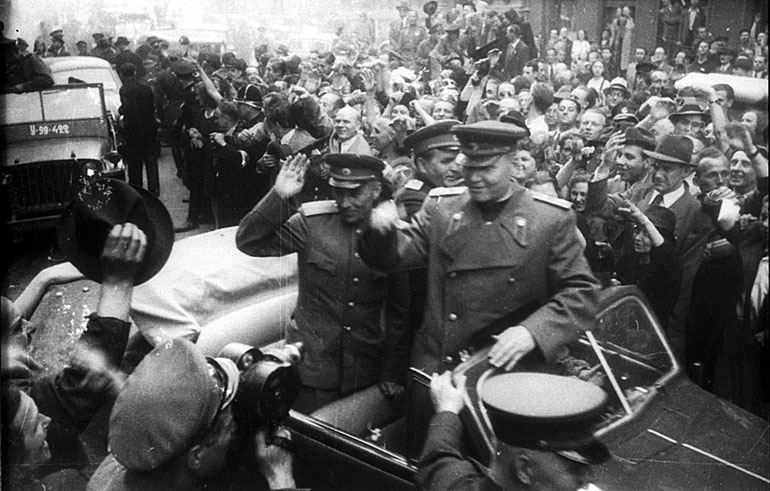
Пражане встречают Маршала Советского Союза Ивана Конева после освобождения Праги

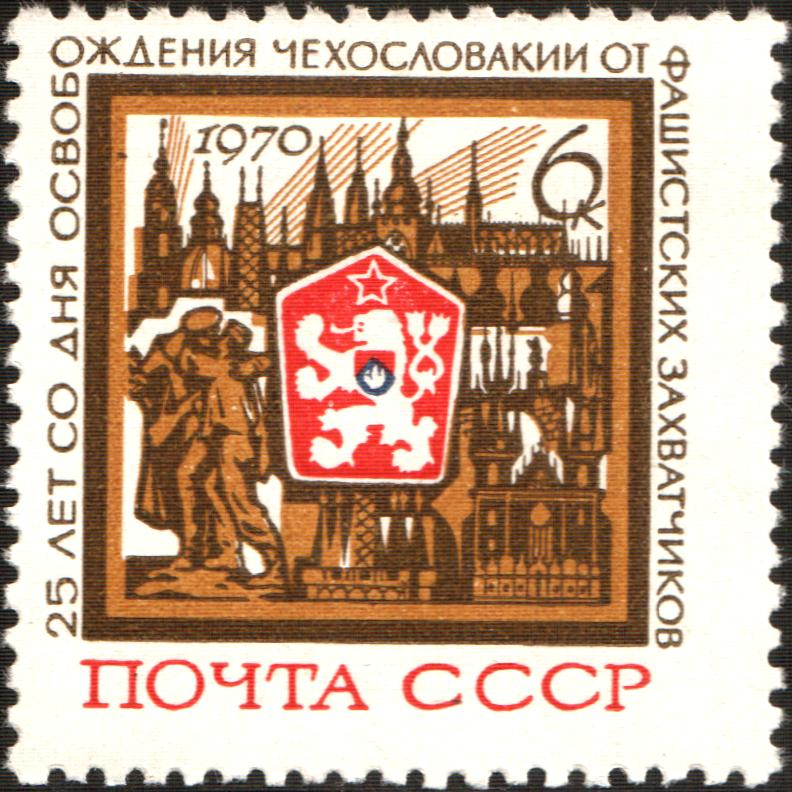
Почтовая марка СССР, 1970 год. 25 лет освобождения Чехословакии от фашистов

14 февраля 1945 года 62 самолёта ВВС США B-17 Flying Fortress, на каждом из которых было по 16 500-фунтовых бомб, сбросили на самые густонаселённые районы Праги 52 тонны взрывчатки. Было разрушено 93 уникальных исторических здания и некоторые статуи на Карловом мосту, около 200 повреждены, пострадали десятки важных инженерных и промышленных объектов, погибли 701 и были ранены 1184 человека, 11 тысяч человек остались без крова. Ни один военный объект не пострадал, среди погибших были только гражданские лица.
Наступавшие с запада войска 3-й американской армии (командующие генерал Джордж Паттон) из состава 12-й группы армий (командующий генерал Омар Брэдли) 18 апреля 1945 года вышли местами к старой чешско-германской границе и 20 апреля заняли первый чехословацкий город Аш. В это время Черчилль начал оказывать сильное давление на главнокомандующего союзными силами в Европе генерала Дуайта Эйзенхауэра с целью занять Прагу ранее советских войск, против чего активно выступил начальник Генерального штаба РККА Алексей Антонов. В итоге сложных переговоров было решено оставить Прагу в зоне действий советских войск. Возобновлённое американцами после подтягивания тылов наступление продолжалось с 4 по 7 мая и привело к занятию западной части Богемии (после завершения военных действий американцам пришлось передать некоторые занятые ими территории советской военной администрации). В ходе боевых действий на территории Чехословакии в апреле-мае 1945 года погибли 639 американских военнослужащих.
На начало мая 1945 года на территории Чехии находилась немецкая группа армий «Центр» численностью около 900 000 человек (1900 танков, около 1000 самолетов и 9700 орудий) под командованием 52-летнего генерал-фельдмаршала Фердинанда Шёрнера. Несмотря на то, что Берлин уже капитулировал, а Гитлер был мёртв, в 200 километрах к востоку от Праги немцы вели упорные бои с советскими войсками. Американцы приблизились к Праге на расстояние 80 км.
2 мая пал Берлин, в тот же день поздним вечером в расположение 1-й пехотной дивизии КОНР прибыла делегация чешских офицеров, отрекомендовавшихся представителями штаба восстания в Праге и попросивших о помощи и поддержке. «Чешский народ никогда не забудет, что вы помогли нам в трудный час», — сказали они. Переговоры шли 3 и 4 мая.
Утром 5 мая стороны пришли к соглашению о «совместной борьбе против фашизма и большевизма». Власовцам предоставили карты Праги и проводников, военнослужащим на рукава пришивали бело-сине-красные повязки для отличия от солдат вермахта.
Вероятно, именно расчет на военную силу 1-й пехотной дивизии КОНР побудил чешских руководителей начать 5 мая народное восстание против немецкой оккупации, так как у гражданского населения оружия практически не было.
5 мая утром вслед за разрешением протектората Богемии и Моравии вывешивать на улицах национальные флаги пражане началось выступление против оккупантов. Германским воинским частям была предложена капитуляция, а чешским войскам и полиции предложено присоединиться к восставшим. Повстанцы заняли почту и телеграф, электростанцию, железнодорожные вокзалы с военными эшелонами, в том числе германскими бронепоездами, ряд крупных заводов и германский штаб ПВО.
В ответ германская полиция открыла огонь. Начинается бой возле здания Чешского радио и сооружение баррикад в городе, которых было устроено более 1600. Командующий 1-й пехотной дивизией КОНР генерал-майор Сергей Буняченко отдал приказ поддержать восстание. 18 000 человек двинулись в бой против вчерашних союзников, захватив аэродром бомбардировщиков люфтваффе в Рузине и пражский район Смихов, взяв под контроль два моста через Влтаву. 7 мая власовцы прорвались в центр Праги и рассекли германскую группировку на левом берегу Влтавы. Взяв гору Петршин и район Кулишовицы, они взяли в плен около 10 000 солдат вермахта.
Узнав о восстании, Шёрнер начинает срочную переброску подкреплений в город.
6 мая к Праге подошли немецкие подразделения СС и три танковые дивизии. Пилот Хайнрих Хёффнер сбросил бомбу на здание радио. Немцы при помощи танков и авиации снова овладели частью Праги. Восставшим были нанесены большие потери, что вынудило их обратиться по радио «ко всем, кто их слышит» за помощью. Войска 1-го Украинского фронта под командованием генерала Ивана Конева в этот момент находились в 200 км от города, американцы в 80 км. Но американцы помогать не собирались, соблюдая достигнутое соглашение о демаркационной линии, о котором не знали восставшие.
7 мая в 14:30 на район Мала Страна была сброшена одна из последних немецких бомб. В тот же вечер немецкий самолёт сбросил бомбу на Дворец Кинских на Староместской площади, рядом с которым находился штаб повстанцев.
Однако Чешский национальный совет, опасаясь негативной реакции советского командования на помощь власовцев и убедившись в том, что американские войска не планируют марша на Прагу, потребовал ухода власовцев из Праги. В ночь на 8 мая дивизия Буняченко оставила занятые позиции в Праге и отступила в западном направлении.
Бои нарастают, 8 мая немцы атакуют внутренние районы Праги, обстреливая в том числе Староместскую ратушу, где сгорело много ценных реликвий. Продолжаются расстрелы мирных жителей, в том числе женщин и детей.
Днём 8 мая Шёрнер предъявил Чешскому национальному совету ультиматум: выпустить его войска из города в обмен на прекращение огня, и получил согласие.
В 4.00 утра 9 мая в город вступили советские войска под командованием генерал-майора танковых войск Ивана Зиберова: 10-й гвардейский танковый корпус на северо-восточную, восточную и юго-восточную окраины, 6-й гвардейский механизированный корпус — на южную и юго-западную окраины, 5-й гвардейский механизированный корпус — на западную окраину. Разрозненные части дивизий СС «Рейх», «Викинг» и «Валленштейн» продолжали оказывать сопротивление наступающим советским частям, в этих боях Красная армия потеряла 30 бойцов. Однако в 16:00 немцы капитулировали.
День 9 мая и считается в Чехии праздником Победы в войне, которая началась с аннексии чехословацких Судет и в Чехословакии же завершилась последними боями 12 мая 1945 года.
Всего за Пражскую операцию потери Красной армии составили 11 997 человек убитыми и 40 501 ранеными, материальные потери составили 373 танков и САУ, 1006 артиллерийских установок и 80 самолётов. Армия США потеряла в Чехословакии 116 человек убитыми и 353 ранеными.
В целом же в боевых действиях по освобождению территории Чехословакии с октября 1944 по май 1945 года потери советских войск составили 139 918 человек безвозвратных потерь и 411 514 человек санитарных потерь.

## Вывод советских войск из Чехословакии
Советские войска были выведены с территории Чехословакии после войны, в ноябре 1945 года.